# Olympische Sommerspiele 1960/Teilnehmer (Südkorea)
| Gelbes Symbol für Goldmedaillen mit stilisierten Olympischen Ringen | Graues Symbol für Silbermedaillen mit stilisierten Olympischen Ringen | Braundes Symbol für Bronzemedaillen mit stilisierten Olympischen Ringen |
| ------------------------------------------------------------------- | --------------------------------------------------------------------- | ----------------------------------------------------------------------- |
| —                                                                   | —                                                                     | —                                                                       |

Südkorea nahm an den Olympischen Sommerspielen 1960 in der italienischen Hauptstadt Rom mit einer Delegation von 35 Sportlern (33 Männer und zwei Frauen) an 38 Wettbewerben in neun Sportarten teil. Es konnten keine Medaillen gewonnen werden. Jüngster Athlet war die Turnerin Yu Myung-ja (17 Jahre und 158 Tage), ältester Athlet war der Springreiter Kim Dong-kyu (35 Jahre und 93 Tage). Es war die vierte Teilnahme an Olympischen Sommerspielen für das Land.

## Teilnehmer nach Sportarten

### Boxen
Herren
- Kang Choon-won
  - Bantamgewicht

Rang 17
Runde eins: Freilos
Runde zwei: Niederlage nach Punkten gegen Jerry Armstrong aus den Vereinigten Staaten von Amerika (1:4 Runden, 292:298 – Punkte, 58:60, 58:60, 60:59, 58:60, 58:59)

- Chung Shin-cho
  - Fliegengewicht

Rang 17
Runde eins: Freilos
Runde zwei: Punktniederlage gegen Sergei Siwko aus der Sowjetunion (0:5 Runden, 281:300 Punkte – 57:60, 55:60, 56:60, 56:60, 57:60)

- Kim Duck-bong
  - Halbweltergewicht

Rang fünf
Runde eins: KO Sieg gegen Swong Mongkolrit aus Thailand
Runde zwei: Sieg gegen Raoul Sarrazin aus Kanada durch Disqualifikation des Gegners in der dritten Runde
Runde drei: Sieg durch technischen KO in der zweiten Runde gegen Miguel Amarista aus Venezuela
Viertelfinale: Punktniederlage gegen Clement Quartey aus Ghana, (2:3 Runden, 292:293 Punkte – 58:58 (Runde gewonnen), 59:57, 58:59, 59:60, 58:59)

- Kim Ki-soo
  - Weltergewicht

Rang neun
Runde eins: Freilos
Runde zwei: Punktniederlage gegen Henry Perry aus Irland (3:2 Runden, 296:295 Punkte – 60:59, 58:59, 60:59, 60:58, 58:60)
Runde drei: Niederlage nach Punkten gegen Nino Benvenuti aus Italien (0:5 Runden, 278:300 Punkte – 55:60, 56:60, 56:60, 56:60, 55:60)

- Lee Kwang-joo
  - Leichtgewicht

Rang neun
Runde eins: Freilos
Runde zwei: Punktsieg gegen Dimitar Stoilow aus Bulgarien (4:1 Runden, 297:289 Punkte – 58:59, 60:58, 59:59 (Runde gewonnen), 60:56, 60:57)
Runde drei: Niederlage durch KO in der zweiten Runde (1:30 Minuten) gegen Harry Campbell aus den Vereinigten Staaten von Amerika

- Song Soon-chun
  - Federgewicht

Rang neun
Runde eins: Punktsieg gegen Joe Okezie aus Nigeria (3:2 Runden, 296:295 Punkte – 60:59, 58:60, 60:58, 60:59, 58:59)
Runde zwei: Punktniederlage gegen Francesco Musso aus Italien (0:5 Runden, 280:299 Punkte – 56:60, 56:60, 57:59, 55:60, 56:60)

### Gewichtheben
Herren
- Koh Yung-chang
  - Mittelgewicht

Finale: 385,0 kg, Rang sieben
Militärpresse: 115,0 kg, Rang neun
Reißen: 120,0 kg, Rang vier
Stoßen: 150,0 kg, Rang acht

- Hwang Ho-dong
  - Mittelschwergewicht

Finale: 400,0 kg, Rang zehn
Militärpresse: 120,0 kg, Rang 15
Reißen: 120,0 kg, Rang zehn
Stoßen: 160,0 kg, Rang sechs

- Chin O-hyon
  - Leichtgewicht

Finale: 355,0 kg, Rang zehn
Militärpresse: 107,5 kg, Rang 15
Reißen: 107,5 kg, Rang neun
Stoßen: 140,0 kg, Rang acht

- Kim Hae-nam
  - Federgewicht

Finale: 345,0 kg, Rang vier
Militärpresse: 105,0 kg, Rang fünf
Reißen: 105,0 kg, Rang drei
Stoßen: 135,0 kg, Rang vier

- Lee Jong-sup
  - Mittelgewicht

Finale: 380,0 kg, Rang zehn
Militärpresse: 115,0 kg, Rang neun
Reißen: 115,0 kg, Rang neun
Stoßen: 150,0 kg, Rang acht

- Lee Taik-yong
  - Mittelgewicht

Finale: 222,5 kg, Wettkampf nicht beendet (DNF)
Militärpresse: 112,5 kg, Rang acht
Reißen: 110,0 kg, Rang fünf
Stoßen: kein gültiger Versuch

- Yu In-ho
  - Bantamgewicht

Finale: 315,0 kg, Rang sieben
Militärpresse: 90,0 kg, Rang elf
Reißen: 95,0 kg, Rang sieben
Stoßen: 130,0 kg, Rang vier

### Leichtathletik
Damen
- Lee Hwak-ja
  - 800 Meter Lauf

Runde eins: ausgeschieden in Lauf eins (Rang sieben), 2:28,4 Minuten (handgestoppt)

Herren
- Kim Jong-chul
  - 100 Meter Lauf

Runde eins: ausgeschieden in Lauf fünf (Rang sechs), 11,5 Sekunden (handgestoppt), 11,63 Sekunden (automatisch gestoppt)

- Kim Yun-bum
  - Marathon

Finale: Wettkampf nicht beendet (DNF)

- Lee Chang-hoon
  - Marathon

Finale: 2:25:02,2 Stunden, Rang 20

- Lee Sang-chul
  - Marathon

Finale: 2:35:14,0 Stunden, Rang 47

- Suh Yong-joo
  - Weitsprung

Qualifikationsrunde: Gruppe A, 6,98 Meter, Rang zehn, Gesamtrang 34, nicht für das Finale qualifiziert
Versuch eins: 6,78 Meter
Versuch zwei: 6,98 Meter
Versuch drei: ungültig

### Radsport
Herren

Straße

Mannschaftszeitfahren (100 km)
- Ergebnisse
Finale: 2:53:09,51 Stunden, Rang 30
- Mannschaft
Jo Jae-hyeon
Lee Seung-hun
No Do-cheon
Park Jong-hyeon

Straßenrennen (175,3 km)
- Jo Jae-hyeon
  - nicht beendet (DNF)

- Lee Seung-hun
  - nicht beendet (DNF)

- No Do-cheon
  - nicht beendet (DNF)

- Park Jong-hyeon
  - nicht beendet (DNF)

### Reiten
Herren
- Kim Dong-kyu
  - Springreiten

Finale: Wettkampf nicht beendet (DNF)
Runde eins: Wettkampf nicht beendet (DNF)
Runde zwei: Wettkampf nicht angetreten

- Min Kwan-ki
  - Springreiten

Finale: Wettkampf nicht beendet (DNF)
Runde eins: Wettkampf nicht beendet (DNF)
Runde zwei: Wettkampf nicht angetreten

### Ringen
Herren

Freistil
- Bong Chang-won
  - Leichtgewicht

Rang vier, fünf Minuspunkte
Runde eins: Punktsieg gegen Rafael Duran aus Venezuela, ein Minuspunkt
Runde zwei: Punktsieg gegen Tony Ries aus Südafrika, ein Minuspunkt
Runde drei: Punktsieg gegen Mario Tovar aus Mexiko, ein Minuspunkt
Runde vier: Punktsieg gegen Ray Lougheed aus Kanada, ein Minuspunkt
Runde fünf: Punktsieg gegen Martti Peltoniemi aus Finnland, ein Minuspunkt
Finalrunde: Punktniederlage gegen Enju Waltschew Dimow aus Bulgarien

- Choi Myong-jong
  - Weltergewicht

Rang 21, ausgeschieden nach Runde zwei mit acht Minuspunkten
Runde eins: Schulterniederlage gegen Imam-Ali Habibi aus dem Iran, vier Minuspunkte
Runde zwei: Schulterniederlage gegen Gaetano De Vescovi aus Italien, acht Minuspunkte

- Kang Chung-ho
  - Federgewicht

Rang 16, ausgeschieden nach Runde drei mit neun Minuspunkten
Runde eins: Schulterniederlage gegen Stefanos Ioannidis aus Griechenland, vier Minuspunkte
Runde zwei: Punktsieg gegen Angelo Gelsomini aus Italien, fünf Minuspunkte
Runde drei: Schulterniederlage gegen Mohammad Khadem Khorasani aus dem Iran, acht Minuspunkte

- Im Kwang-jae
  - Bantamgewicht

Rang zehn, ausgeschieden nach Runde drei mit sechs Minuspunkten
Runde eins: Punktniederlage gegen Luigi Chinazzo aus Italien, drei Minuspunkte
Runde zwei: Schultersieg gegen Dermot Dunne aus Irland, drei Minuspunkte
Runde drei: Niederlage nach Punkten gegen Mohammad Mehdi Yaghoubi aus dem Iran, sechs Minuspunkte

### Schießen
Herren
- An Jae-song
  - Freie Scheibenpistole

Qualifikation: Gruppe zwei, 341 Punkte, Rang 19, Gesamtrang 40, für das Finale qualifiziert
Runde eins: 83 Punkte, Rang 24
Runde zwei: 79 Punkte, Rang 31
Runde drei: 86 Punkte, Rang 19
Runde vier: 93 Punkte, Rang drei
Finale: 520 Punkte, Rang 42
Runde eins: 90 Punkte, Rang 20
Runde zwei: 88 Punkte, Rang 25
Runde drei: 89 Punkte, Rang 28
Runde vier: 87 Punkte, Rang 37
Runde fünf: 84 Punkte, Rang 47
Runde sechs: 82 Punkte, Rang 48

- Sim Moon-sup
  - Schnellfeuerpistole

Finale: 552 Punkte, Rang 44
Runde eins: 267 Punkte, Rang 49
Runde zwei: 285 Punkte, Rang 28

- Sim Myung-hee
  - Tontaubenschießen

Qualifikation: ohne Wertung ausgeschieden

### Turnen
Damen
- Yu Myung-ja
  - Einzelmehrkampf

Qualifikation: 67,131 Punkte (32,832 Punkte Pflicht – 34,299 Punkte Kür), Rang 88
Bodenturnen: 18,033 Punkte (9,033 Punkte Pflicht – 9,000 Punkte Kür), Rang 70
Pferdsprung: 16,666 Punkte (8,000 Punkte Pflicht – 8,666 Punkte Kür), Rang 81
Schwebebalken: 15,166 Punkte (7,333 Punkte Pflicht – 7,833 Punkte Kür), Rang 102
Stufenbarren: 17,266 Punkte (8,466 Punkte Pflicht – 8,800 Punkte Kür), Rang 81

Herren
- Kim Sang-kook
  - Einzelmehrkampf

Qualifikation: 104,55 Punkte (51,05 Punkte Pflicht – 53,50 Punkte Kür), Rang 88, nicht für das Finale qualifiziert
Bodenturnen: 17,80 Punkte (8,90 Punkte Pflicht – 8,90 Punkte Kür), Rang 77
Pferdsprung: 17,65 (8,65 Punkte Pflicht – 9,00 Punkte Kür), Rang 81
Barren: 17,95 (8,95 Punkte Pflicht – 9,00 Punkte Kür), Rang 70
Reck: 17,55 Punkte (8,45 Punkte Pflicht – 9,10 Punkte Kür), Rang 87
Ringe: 18,40 Punkte (9,15 Punkte Pflicht – 9,25 Punkte Kür), Rang 46
Seitpferd: 15,20 Punkte (6,95 Punkte Pflicht – 8,25 Punkte Kür), Rang 109

### Wasserspringen
Herren
- Lee Pil-jong
  - Turmspringen

Qualifikation: 28,34 Punkte, Rang 28, nicht für das Finale qualifiziert
Sprung eins: 9,72 Punkte, Rang 25
Sprung zwei: 0,00 Punkte, Rang 28
Sprung drei: 8,96 Punkte, Rang 28
Sprung vier: 9,66 Punkte, Rang 27